# Биче-оол, Светлана Монгушевна
Биче-оол Светлана Монгушевна (1937-2012) — кандидат исторических наук, заслуженный деятель науки Республики Тыва, первая тувинская женщина, защитившая диссертацию по этнографии, ведущий ученый в области этнографии и этносоциологии Тувы.

## Биография
Биче-оол Светлана Монгушевна родилась 28 января 1937 года в городе Кызыле в учительской семье. Её родители (Монгуш Дочунович Биче-оол и Чыртакай Бедиковна Оюн) — представители первой тувинской интеллигенции, сыгравшие созидательную роль в становлении образования и науки в Туве.
По окончании школы С. М. Биче-оол была принята на исторический факультет МГУ им. М. В. Ломоносова, где она имела возможность слушать лекции ведущих ученых, профессоров С. А. Токарева, Б. А. Рыбакова, Е. Г. Маркова, К. И. Козловой, Л. Р. Кызласова и др.
Окончив университет в 1962 году, она начала работать в Тувинском краеведческом музее им. 60-ти богатырей, где заведовала отделом изучения истории дореволюционного прошлого. С этого времени С. М. Биче-оол постоянно в научных командировках и экспедициях. В 1966 году С. М. Биче-оол перевелась младшим научным сотрудником в сектор истории ТНИИЯЛИ.
В 1971 году С. М. Биче-оол поступила в очную аспирантуру Ленинградского государственного университета. В 1975 г. под руководством крупнейшего этнографа Р. Ф. Итса успешно защитила кандидатскую диссертацию по теме «Традиционные брачно-семейные отношения и их изменения в связи с социалистическими преобразованиями в Туве». В 1981-1986 годах доцент, в 1987-1994 годах заведующая кафедрой марксизма-ленинизма, в 1995 году заведующая кафедрой общественных наук Кызылского филиала Красноярского политехнического института; с 1996 года старший научный сотрудник, заведующая сектором истории и этнографии, в 1997-2001 годах заместитель директора по науке и и. о. директора Тувинского гуманитарного института Республики Тува; в 2001-2008 годах ведущий научный сотрудник, заведующий сектором социологии и права, с 2008 г. по 2012 — ведущий научный сотрудник сектором истории ТИГИ.

## Деятельность
Круг её научных интересов был очень широк: этнография, новейшая история Тувы, этносоциология. В 1963 году принимала участие в экспедиции в Тере-Хольский район под руководством известного этнографа С. И. Вайштейна. Тогда были произведены археологические раскопки крепости Пор-Бажын и состоялась встреча с великим тувинским шаманом Сояном Шончуром. Она — активный участник и руководитель многих совместных научных экспедиций Тувинского краеведческого музея им. 60-ти богатырей, Института этнографии АН СССР, Института археологии АН СССР и ТНИИЯЛИ. Её диссертация была посвящена исследованию трансформационных процессов в брачно-семейной практике тувинцев. В основу работы вошли собственные полевые этнографические материалы, собранные автором в течение ряда лет (1963—1973 гг.) в разных районах республики. Профессор Г. Е. Марков отмечал, что работа С. М. Биче-оол свидетельствует о хорошей исторической и этнографической подготовке и автор её показала себя способным научным работником. С. М. Биче-оол в течение ряда лет работала в этносоциологическом плане с новосибирскими учеными, такими как В. И. Бойко, вела активную лекционную и общественную работу, являясь членом городского и республиканского женсоветов Тувы. Во время заведования кафедрой общественных наук в Кызылском филиале Красноярского политехнического института она проявляла добросовестность и пунктуальность. Под её руководством многие студенты принимали участие в региональных, всесоюзных конференциях с докладами и сообщениями. В последние годы Светлана Монгушевна занималась исследованием сибирского оленеводства, в частности, коренными малочисленными народами Саяно-Алтая (тувинцами-тоджинцами, тофаларами), совершила ряд экспедиций в Тоджинский кожуун, Тофаларию, Хубсугульский аймак Монголии. Их результатами стали публикации научных статей.
Она — автор более 40 статей в различных научных сборниках, в том числе нескольких разделов фундаментального труда «История Тувы» (2 и 3 тт.).

## Награды и звания
- Почетная грамота Президента Республики Тыва
- медаль «Ветеран труда»
- Заслуженный деятель науки Республики Тыва

## Публикации
- Религиозные пережитки среди тувинцев и пути их преодоления // Вопросы преодоления пережитков прошлого в быту и сознании людей и становления новых обычаев, обрядов и традиций у народов Сибири. Улан-Удэ, 1966. Вып. 1; 1968. Вып. 2;
- Новый быт в тувинской деревне // Ученые записки Кызыл, 1970. Вып. XIV;
- Искусство и архитектура Тувинской АССР // Искусство стран и народов мира. М., 1971. Т. 3;
- Роль женсоветов республики в преобразовании культуры быта тувинского населения // История рабочего класса, крестьянства и интеллигенции национальных районов Сибири. Улан-Удэ, 1971;
- Структура и функции городской семьи (совместно с Г. С. Гончаровой) // Городское население Тувинской АССР, Новосибирск, 1981. С. 34-45;
- Система родства у тувинцев // Гуманитарные исследования в Туве. М., 2001;
- Тувинский свадебный обряд «Дугдээшкин» // Письменное наследие тюрков. Кызыл, 2003;
- Городское население тувинской АССР (опыт социологического исследования) Новосибирск, 1981
- Социологические характеристики городского населения Тувинской АССР (Новосибирск, 1982) и др.